# تيمزريت (ولاية بومرداس)
تيمزريت بلدية بدائرة يسر ولاية بومرداس وهي بلدية تعدادها السكاني9991 نسمة.

## الوديان
يتضمن إقليم هذه البلدية العديد من الوديان منها:
- وادي الجمعة

## الملاعب
يضم إقليم هذه البلدية العديد من ملاعب كرة القدم، منها:
1. ملعب تيمزريت (الإحداثيات: 36°40′33″N 3°48′17″E / 36.6757949°N 3.8047264°E)

## مواضيع ذات صلة
- بلديات ولاية بومرداس
- دوائر ولاية بومرداس